# De Duif (zeep)

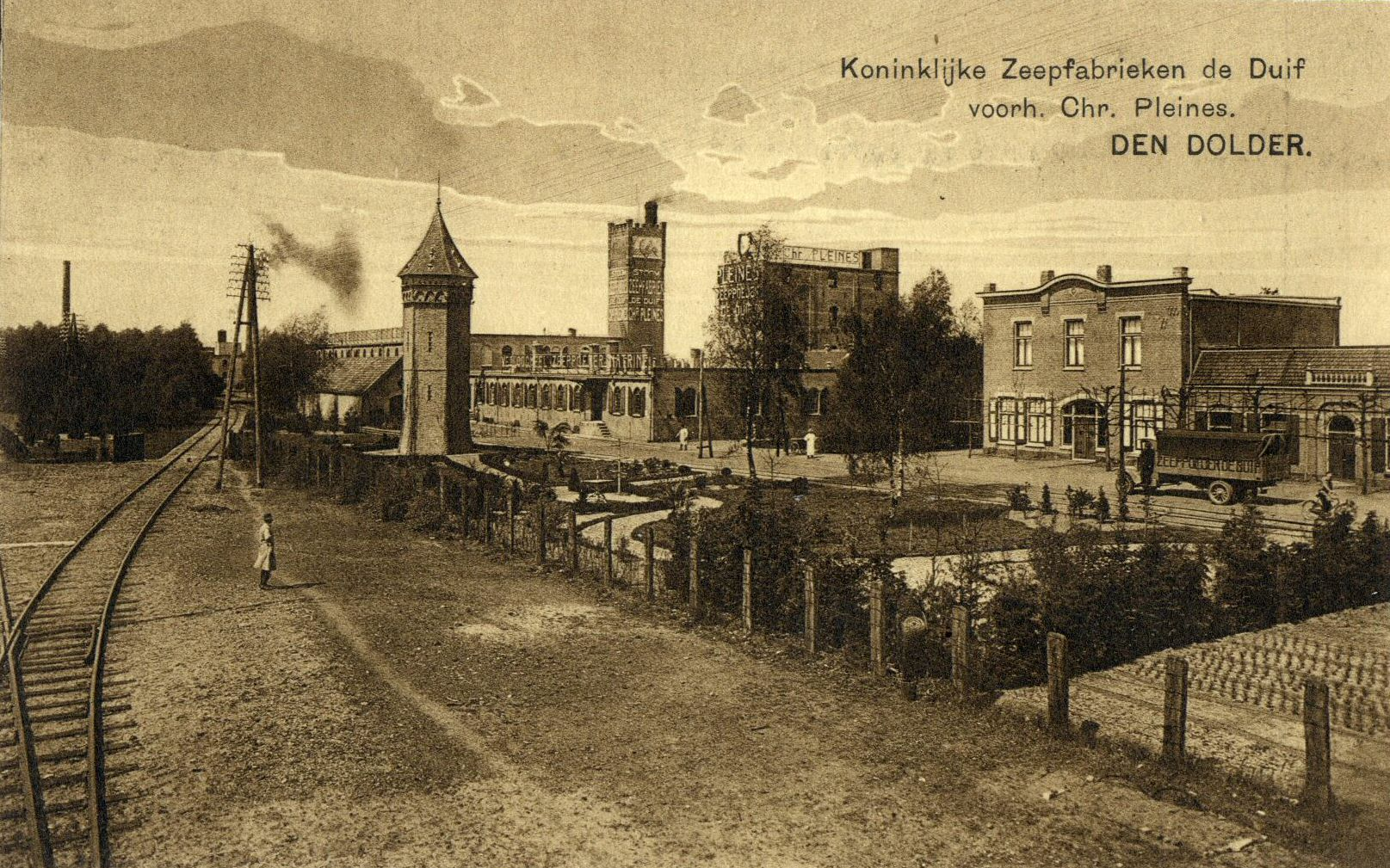
Koninklijke zeepfabriek de Duif te Den Dolder, met links de spooraansluiting naar de fabriek

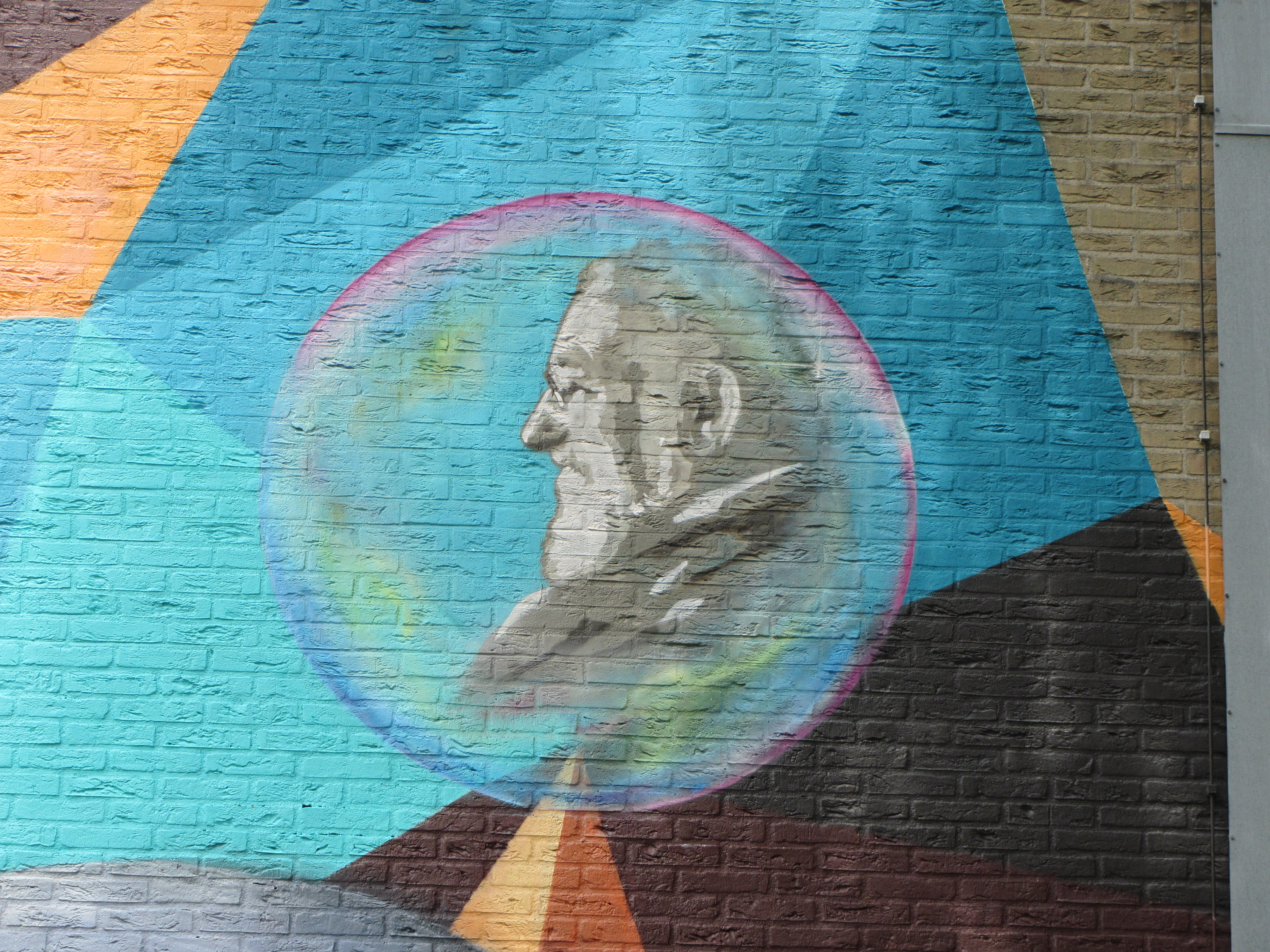
Christoph Pleines, muurschildering in de Wilhelmina van Essenlaan in Den Dolder

De Duif is de handelsnaam van de Chr. Pleines Zeepfabrieken, later "Zeepfabrieken de Duif" geheten. Deze fabrieken leidden tot het ontstaan van de plaats Den Dolder.

## Geschiedenis
In 1889 richtte de Duitser Christoph Pleines (1857 - 1936) in Amersfoort de Chr. Pleines Zeepfabrieken op. In 1902 brandde zijn fabriek af, en nog datzelfde jaar begon hij met de herbouw van de zeepfabriek aan de spoorlijn Utrecht-Amersfoort, op de hei in de gemeente Zeist. Rondom de fabriek vormde zich een nederzetting, die later door de gemeenteraad van Zeist de naam Den Dolder kreeg.
Het bedrijf begon als eerste met de productie van zeeppoeder. Als handelsmerk werd de naam "De Duif" gehanteerd. In 1909 ontving hij het predicaat "Koninklijke" en werd het bedrijf hernoemd tot 'Chr. Pleines, Koninklijke Zeepfabrieken'. In 1917 werd het een N.V. met de naam N.V. 'Koninklijke Zeepfabrieken de Duif'. Na de verkoop aan de 'Koninklijke Stearine Kaarsenfabriek Gouda' werd het bedrijf hernoemd in 'Zeepfabrieken de Duif, voorheen Chr. Pleines'. In datzelfde jaar werd De Duif ondergebracht in een joint-venture met Anton Jurgens’ Vereenigde Fabrieken genaamd NV Maatschappij tot Exploitatie van Zeepfabrieken (ZEFA) samen met nog enkele andere zeepfabrieken.  Na tegenvallende resultaten wordt ZEFA in 1924 volledig overgenomen door Jurgens (en in 1939 ontbonden). De Duif fabriek wordt tussen 1932 en 1936 verplaatst naar Vlaardingen.
Toen Unilever in 1956 in de Verenigde Staten zeep voor persoonlijke verzorging op de markt bracht, introduceerden zij daar het merk Dove (Engels voor duif).